# József Eisenhoffer
József Eisenhoffer (węg. József Aczél, ur. 8 listopada 1900 w Budapeszcie, zm. 14 lutego 1945 tamże) – węgierski piłkarz grający na pozycji napastnika, reprezentant Węgier, olimpijczyk. 
W trakcie długoletniej kariery Eisenhoffer grał w klubach z Węgier, Austrii, Francji i Stanów Zjednoczonych. Przez sześć sezonów był także trenerem Olympique Marsylia i rozegrał osiem spotkań w barwach reprezentacji Węgier. Członek olimpijskiej reprezentacji piłki nożnej na Igrzyskach Olimpijskich 1924 w Paryżu.

## Kariera piłkarska
Eisenhoffer, konwertyta na judaizm, rozpoczął swoją karierę piłkarską jako junior w stołecznym Budapesti TC w roku 1912. Pięć lat później przeszedł do Kispesti Atlétikai Club, gdzie grał przez kolejne trzy sezony. Jego kolejnym klubem był Ferencvárosi TC, który w roku 1923 wypożyczył go do Makkabi Brno.
W 1924 Eisenhoffer dołączył do czołowego żydowskiego klubu z Austrii – Hakoah Wiedeń. Gdy dwa lata później zespół ze stolicy Austrii odbywał tournée po Stanach Zjednoczonych, kilku piłkarzy Hakoah zdecydowało się na pozostanie w Ameryce ze względu na nieporównywalnie wyższe płace i mniejsze występowanie antysemityzmu. Wśród nich był także Eisenhoffer, który zdecydował się podpisac kontrakt z Brooklyn Wanderers, gdzie grał przez kolejne pięć sezonów z wyjątkiem krótkiego epizodu w 1929. W 1928 zarząd ligi piłkarskiej pozostawał w stanie konfliktu z krajową federacją, przez co Eisenhoffer zmienił klub na Hakoah Nowy Jork występujący w aprobowanej przez federację rozgrywkach. Po ponownej fuzji rozgrywek, piłkarz został ukarany grzywną w wysokości 500 dolarów za złamanie postanowień kontraktu z Wanderers. Dalszy konflikt wewnątrz amerykańskiego światka piłkarskiego spowodował rozwiązanie ligi w 1931, a sam zawodnik wrócił do Europy gdzie ponownie podpisał kontrakt z Hakoah. Dwa lata później został sprzedany do francuskiego Olympique Marsylia, gdzie po ośmiu latach gry zakończył zawodową karierę. W barwach klubu z południa Francji Eisenhoffer trzy razy wygrał puchar Francji (1934, 1935, 1940), a w międzyczasie został również szkoleniowcem drużyny, w sezonie 1936/37 zdobywając mistrzostwo Francji. W 1938 na krótko prowadził RC Lens.
Pod koniec II wojny światowej powrócił do Budapesztu, gdzie w 1944 został ciężko ranny w trakcie nalotu bombowego. Zmarł w wyniku ran 14 lutego 1945.

## Kariera reprezentacyjna
W latach 1920–1924 Eisenhoffer rozegrał osiem meczów w reprezentacji Węgier. W kadrze narodowej strzelił siedem bramek, w tym na Igrzyskach Olimpijskich 1924 przeciwko Polsce.